# Chrysopilus donato
Chrysopilus donato är en tvåvingeart som beskrevs av Charles Howard Curran 1931. Chrysopilus donato ingår i släktet Chrysopilus och familjen snäppflugor.
Artens utbredningsområde är Panama. Inga underarter finns listade i Catalogue of Life.